# Inga sarayacuensis
Inga sarayacuensis är en ärtväxtart som beskrevs av Terence Dale Pennington. Inga sarayacuensis ingår i släktet Inga och familjen ärtväxter. IUCN kategoriserar arten globalt som nära hotad. Inga underarter finns listade i Catalogue of Life.